# Merouane Zemmama
Merouane Rajamakki Zemmama (in arabo مروان راياماكى زمامة‎?; Salé, 7 ottobre 1983) è un calciatore marocchino, centrocampista del Raja Casablanca.